# Período Clásico mesoamericano

Ubicación de Mesoamérica en el continente.

El Período Clásico de la civilización mesoamericana está marcado por la consolidación del proceso urbano que se estaba gestando desde el Preclásico Tardío y posteriormente el Posclásico, lo que ocurre hacia el siglo III d. C. Durante la primera parte de esta época, Mesoamérica fue dominada por Teotihuacán. A partir del siglo VIII d. C., esta ciudad inició un largo proceso de decadencia que permitió el auge de las culturas maya, zapoteca y los llamados centros regionales del Epiclásico.

## Características generales

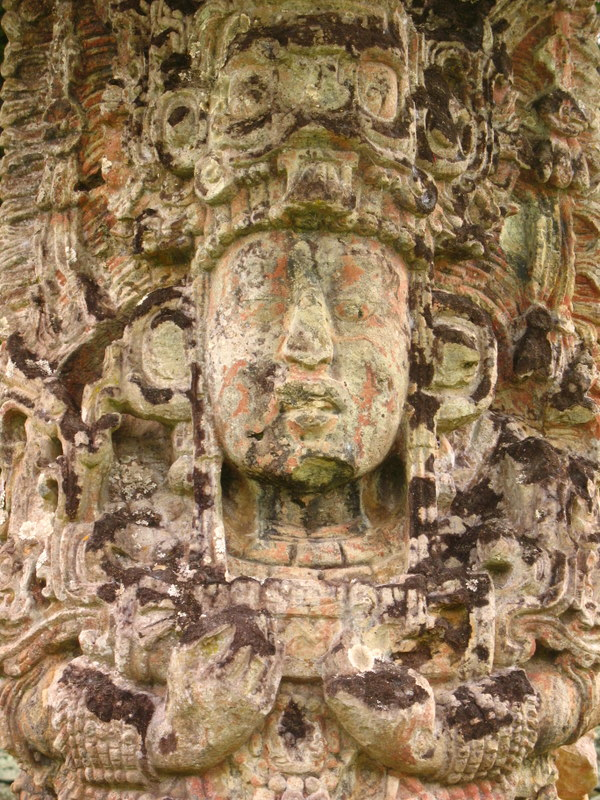
Estela maya en Copán.

Período Clásico mesoamericano, puede establecerse alrededor del año 200 a 900 d. C. Sin embargo, la cronología varía en cada área cultural. Los antecedentes del  período se hallan en la última fase del Período Preclásico, a partir del año 400 a. C., cuando gracias a un incremento en la eficiencia de las técnicas agrícolas, ocurrió una transformación en las sociedades de la época (crecimiento demográfico, mayor división del trabajo y especialización, y el incremento del intercambio comercial). Los cambios tecnológicos que hicieron posible esta transformación fueron condicionados por factores específicos de cada región mesoamericana. Una actividad importante para los mayas, zapotecas y teotihuacanos fue la religión mesoamericana; empezaron a implementar la agricultura para transformarla en intensiva: con sistemas de regado permanente, por ejemplo; el producto básico siguió siendo el maíz.
En el mismo período clásico tuvo lugar también una bifurcación de tradiciones en el área mesoamericana: una en el centro de México y la otra por las ciudades mayas del norte. Tal diferenciación es visible sobre todo en rasgos centrales del complejo mesoamericano, como el calendario y los sistemas de escritura. Uno y otros fueron llevadas a su máxima complejidad en el Área Maya.
Lejos de lo que se suponía en buena parte de los primeros textos sobre las culturas del clásico, hoy se sabe que, tanto el centro de México como los estados mayas fueron pueblos guerreros, yunque nunca al grado alcanzado por las culturas del Período posclásico mesoamericano. La guerra parece ser un asunto central en la historia del Área Maya, como lo develan las estelas de la época y las representaciones iconografía de escenas bélicas que se han descubierto en sitios como Toniná. En aquella región florecieron varias ciudades-estado hostiles entre sí. Por su lado, Teotihuacán no pudo haber llegado a ser el gran centro político y económico que fue sin hacer uso de la fuerza, como también lo atestigua la iconografía de la ciudad; aunque parece que las mismas dimensiones del poder teotihuacano libraron a la ciudad de hostilidades de otros estados en competencia. Igualmente, Monte Albán se impuso en los Valles Centrales de Oaxaca por medio de acciones bélicas, según demuestran las estelas de conquista del Edificio J de esa ciudad.
El comercio jugó un papel importante como elemento de cohesión entre los mesoamericanos. Teotihuacán tuvo un papel importante como centro articulador de la mayor parte de los intercambios. Tras su colapso, la red comercial decayó también, tras lo cual surgieron centros regionales que no alcanzaron a tener la posición que había ocupado antes Teotihuacán. Otro de los rasgos principales del Clásico fue el urbanismo. Las ciudades eran cuidadosamente planificadas y trazadas. Las ciudades, además de ser centros administrativos y religiosos, fungieron como complejos productivos y nodos comerciales.
Como último dato, es necesario recalcar que en el clásico se ‘cristalizaron’ la mayor parte de las deidades del panteón mesoamericano, y que la religión ocupó un lugar importante en la estructura social como auxiliar del poder político. Presumiblemente, el clero monopolizaba el conocimiento de la astronomía, la matemática, la escritura y hasta el comercio y la política. Existen textos mayas esculpidos y pintados, que se han identificado como cronológicos, astronómicos e históricos, aunque no son la fuente principal para el conocimiento de los mayas, pues están realizados en su compleja escritura maya que aún está en proceso de desciframiento. El Clásico, que abarca del año 200 al 900, se caracteriza por un notable florecimiento cultural.
Sin embargo, la cronología varía en cada área cultural. En el mismo período clásico tuvo lugar también una bifurcación de tradiciones en el área mesoamericana: una, encabezada por Estereotipan, y la otra por las ciudades mayas del norte.

## Centro de México: Teotihuacán

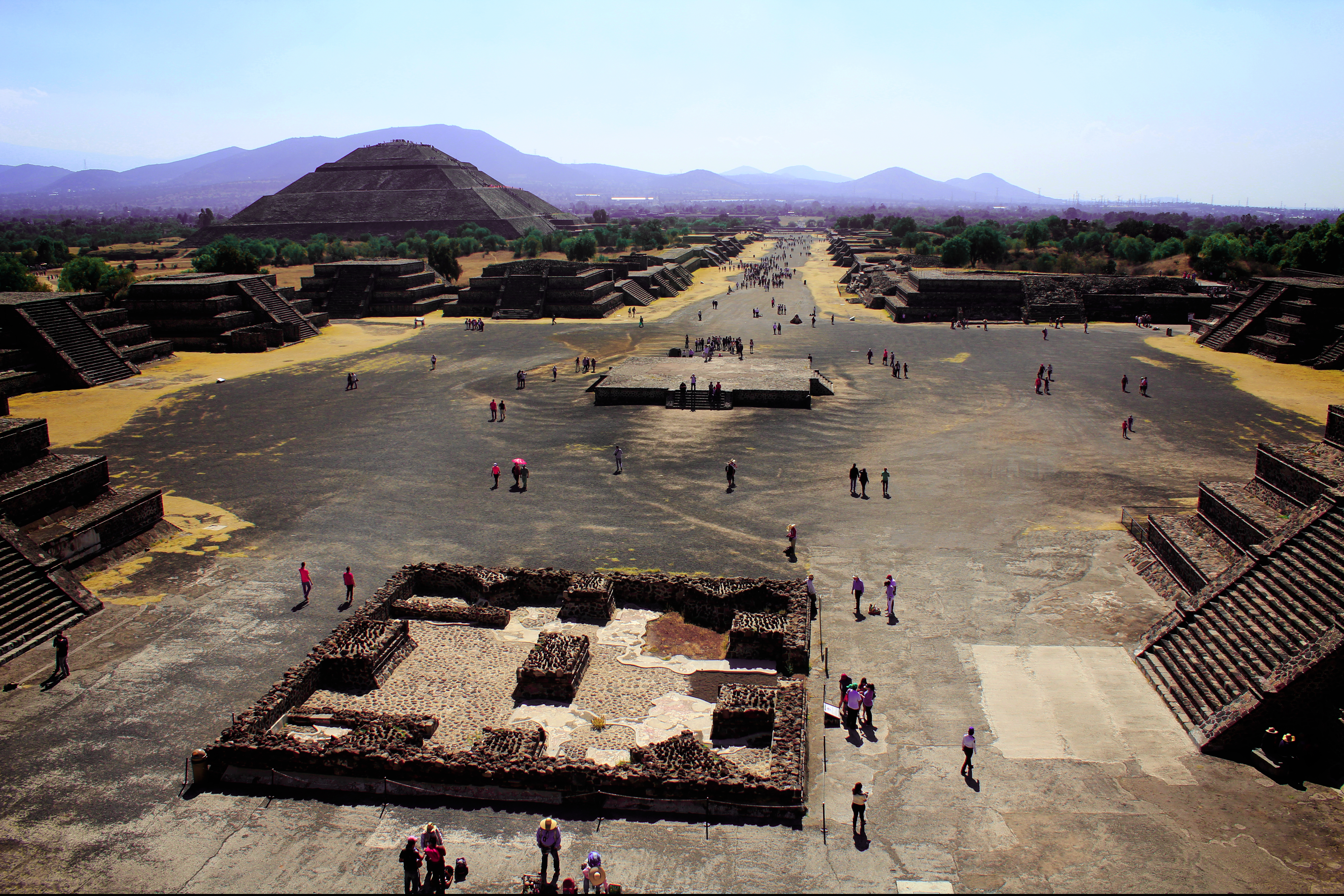
Complejo ceremonial de Teotihuacán.

Teotihuacán fue «la ciudad mesoamericana por  antonomasia». Sus orígenes se remontan al preclásico tardío o clásico. Posiblemente, tras las erupciones del Xitle y con el declive de Cuicuilco, Teotihuacán llegó a concentrar en esa época el 75% de la población de la cuenca de México. El desarrollo de Teotihuacán estuvo apoyado, entre otras cosas, en la explotación de los recursos del entorno geográfico y de su posición geográfica estratégica como encrucijada de varias rutas comerciales.
La cronología teotihuacana se puede dividir en seis fases que son las siguientes que vamos a 
nombrar a continuación:
- Miccaelixis (150-250 d. C.): Expansión comercial. Construcción de la Calzada de los Muertos, la Ciudadela y el Templo de Quetzalcóatl.
- Tlamimilolpa (250-400): Aumento de la población. Construcción de la Pirámide de la Luna, Templo de los Caracoles Emplumados. Fundación del Barrio Oaxaqueño. Presencia teotihuacana en Monte Albán y Kaminaljuyú. Comercio de obsidiana y cerámica Anaranjado Delgado.
- Xolalpan (400-550): Fase de mayor apogeo. 125 mil habitantes.
- Metepec (550-650): Declive de la ciudad. 85 mil habitantes. Incendio y saqueo. Pierde la hegemonía mesoamericana.
- Oxtotípac y Xometla (650-850): Teotihuacán conserva la preeminencia en el Altiplano.

Los cambios en el modelo de asentamiento en el Centro hicieron posible el surgimiento de la dicotomía campo/ciudad. Un punto interesante derivado de esta díada es el motivo de la alta concentración poblacional y el modo en que la urbe se proveía de alimentos. Se supone que Teotihuacán debió contar con técnicas agrícolas que le permitirían satisfacer la demanda de su enorme población. Se ha propuesto que entre ellas se encontraba el cultivo en chinampas en los pantanos del San Juan (Sanders), la construcción de terrazas, el barbecho, y la ocupación de una parte importante de los residentes de la ciudad en la agricultura. De cualquier manera, es casi seguro que dependieran ampliamente de las cosechas de temporal, y que su dieta a base de maíz, calabaza, frijol y chile era complementada con caza, recolección y pesca.
Otras importantes actividades económicas de los teotihuacanos eran la producción artesanal (objetos de alfarería y de manufacturas de obsidiana) y el comercio de larga distancia. En ambos casos, existió una importante especialización y, debido a la demanda, se hizo necesario modificar técnicas para producir masivamente (por ejemplo, a través de la utilización de moldes y modelado sin torno en el caso de la alfarería).
Dos expresiones artísticas sobresalientes en Teotihuacán fueron la escultura y la arquitectura. Ambas tenían un carácter público y monumental. La escultura era de estilo geométrico, y se representaban generalmente animales y deidades, asociados con el agua y la fertilidad. La arquitectura también tenía sus rasgos peculiares, de los cuales, el más importante es el empleo de módulos talud-tablero, de amplia difusión en la época.
La escritura, la matemática, la astronomía y el calendario nunca fueron desarrolladas al nivel de sus contemporáneos mayas. Se supone que esto se debe a ciertas características internas del sistema político teotihuacano, esto es: que no necesitaba de una complejidad mayor en esas tecnologías y conocimientos.
Respecto a su organización social, los investigadores han propuesto que la ciudad estaba dividida en barrios por linajes o por corporaciones con ocupaciones específicas. Lo que sí es seguro es que su poderío no podía erigirse sobre la estructura del parentesco, y que se trataba de una ciudad multiétnica. Hasta el momento, no es posible establecer cuál fue el grupo mayoritario, se especula que pudieron ser pueblos de habla oto-mangueana, popoluca o nahua.

## Oaxaca

### Mixteca Alta (Fase Las Flores)
A diferencia de lo que ocurría en el Valle, la Mixteca no tuvo una capital hegemónica en el clásico. Sin embargo, ocurrió un aumento considerable de localidades en comparación con el preclásico. Se trataba de núcleos relativamente pequeños, de los cuales Yucuñudahui era el mayor. Yucuñudahui cuenta con una compleja planificación urbana, que sigue un patrón en L. En este asentamiento se levantaron edificios religiosos, palacios, plazas, juegos de pelota y tumbas al estilo de las zapotecas de Monte Albán.

### Valles Centrales (Monte Albán)
Los más de mil sitios del Clásico que se hallan en los Valles Centrales de Oaxaca se encontraban evidentemente bajo el control de todo el Monte Albán. La historia clásica de Monte Albán suele dividirse en dos periodos:
- Monte Albán IIIA (250-600 d. C.): Fuertes vínculos con Teotihuacán, de naturaleza probablemente pacífica.
- Monte Albán IIIB-IV (600-800/900): Máximo apogeo de la ciudad. Disminución de los contactos con el Centro de México. El declive de la ciudad es gradual, e inicia alrededor del año 750, por causas aún indeterminadas.

Esta ciudad se halla construida en un cerro sobre 400 m del nivel del valle. Llegó a tener en la época de su mayor apogeo una población de 15 mil-30 mil habitantes, que ocuparon más de dos mil terrazas en las laderas del cerro. La ciudad se hallaba subdividida en 15 grandes barrios, que correspondían bien a un número igual de linajes o bien, a grupos incorporados de actividades económicas.
Monte Alban contaba con una Gran Plaza, rodeada por edificios civiles y religiosos. Su característica principal sigue el modelo talud/tablero de Teotihuacán, con una peculiaridad propia de la región: el tablero de ‘doble escapulario’. En la gran plaza podían caber hasta 15 mil personas. Alberga, además, un buen número de tumbas, de las cuales las más importantes son la 103, 104 y 105. Las ofrendas encontradas estaban compuestas por ornamentos de concha, piedra verde, y sobre todo, por las célebres urnas de cerámica grisácea (obras maestras del arte clásico zapoteca), que por lo general no contenían nada más que algunas cuentas, objetos de concha o se hallaron vacías.
El número de monumentos con inscripciones que han sido encontrados en el valle de Oaxaca es sólo superado por el área Maya. Estos monumentos nos revelan una escritura mixta, similar a la maya y a la olmeca, con un ordenamiento sintáctico. Las inscripciones tratan sobre temas históricos, (nacimientos, conquistas, etc.)

## Occidente
En Occidente no es posible establecer una división clara entre el preclásico y el clásico, debido a que el nivel de complejidad de las culturas del área no lo permite. Durante el período clásico, Occidente tuvo escasas relaciones con el resto de Mesoamérica, excepción hecha del área de Guerrero, escenario de la tradición Mezcala, de la que sabemos gracias a sus objetos de piedra tallada.
En toda la región maya se construyeron numerosos asentamientos humanos y grandes centros ceremoniales y políticos, además de los edificios claramente destinados al culto, y construcciones que servían para actividades administrativas, sistemas de drenaje y aprovisionamiento de agua potable. Numerosas casas habitación que muestran los distintos estratos sociales, mercados, plazas y otras edificaciones, que revelan una estructura de poder religioso y civil bien organizados.